# Osten (Oste)
Osten ([ˈoːstən]; niederdeutsch Oosten) ist die östlichste Gemeinde im Landkreis Cuxhaven in Niedersachsen. Die Gemeinde gehört zur Samtgemeinde Hemmoor.

## Geografie
Lage
Osten liegt am Ufer der Oste in der Ostemarsch.
Gemeindegliederung
- Altendorf
- Isensee
- Osten

## Geschichte
Im Mündungsgebiet von Elbe und Oste siedelte schon vor Christi Geburt ein germanischer Volksstamm, die Chauken. Die Flachlandsiedlungen auf den Wurten bestanden bis in das 12. Jahrhundert. Damals begann die planmäßige Kultivierung von Marsch und Moor; es entstanden die Deiche mit den Schleusen für die Be- und Entwässerung des Landes, die Fleets, die Wettern und Gräben.
Der Ort Osten wurde 1220 erstmals urkundlich erwähnt. Er befand sich im Besitz der Ritter von der Osten als Lehensnehmer des Erzstifts Bremen. Noch vor 1250 wanderten jüngere Söhne der Familie nach Pommern aus und wurden dort ansässig. Die bis heute bestehende Familie führt in ihrem Wappen die Wellen der Oste und den bremischen Schlüssel. 1391 wurden in einer schweren Sturmflut Fährweg, Schleuse und Kirche schwer beschädigt. Von 1450 bis 1650 war dann die Familie von Rönne mit Osten belehnt. Der auf ihrem Wappenschild befindliche Fluss wurde in dieser Zeit zum Amtssiegel der Stadt. Das heutige Stadtwappen ist an das Wappen der Vorbesitzer, der Herren von der Osten, angelehnt.
Das Rittergut erwarb anschließend der schottische Söldneroffizier Andreas von Melville, dessen Tochter Charlotte Sophie 1690 Alexander von der Schulenburg heiratete. Dieses Gut, im Ortsteil Altendorf gelegen, kam daher nach dem Tod des Georg Ernest von Melvill(e) 1748 auf dem Erbweg an die Grafen von der Schulenburg, die es bis heute bewirtschaften und 1840 das Herrenhaus mit Park bauen ließen.
1526 wurde Osten evangelisch (→ Reformation). 1717 gab es bei der Weihnachtsflut in Osten 17 Todesopfer. 1773 zerstörte eine Feuersbrunst insgesamt 42 Häuser. Im Jahre 1852 wurde der zunehmenden Bedeutung des Ortes mit der Einrichtung des Königlichen Amtes Osten und des Königlichen Amtsgerichts Osten Rechnung getragen. Der Ort erhielt 1881 mit dem Bahnhof Basbeck-Osten (heute Hemmoor) Anbindung an die Eisenbahnstrecke Hamburg–Cuxhaven. Im Zuge der preußischen Verwaltungsreform entstanden 1885 aus den Ämtern Osten und Neuhaus der Kreis Neuhaus an der Oste, wodurch Osten politisch an Bedeutung verlor. 1909 wurde mit der Schwebefähre eine besondere Flussquerung eingeweiht, die zum Wahrzeichen des Ortes wurde. Die heutige Gemeinde Osten wurde durch die niedersächsische Gemeindereform am 1. Juli 1972 aus den bis dahin selbständigen Gemeinden Osten, Altendorf und Isensee gebildet. Das Amtsgericht Osten wurde 1973 nach 121 Jahren aufgelöst.

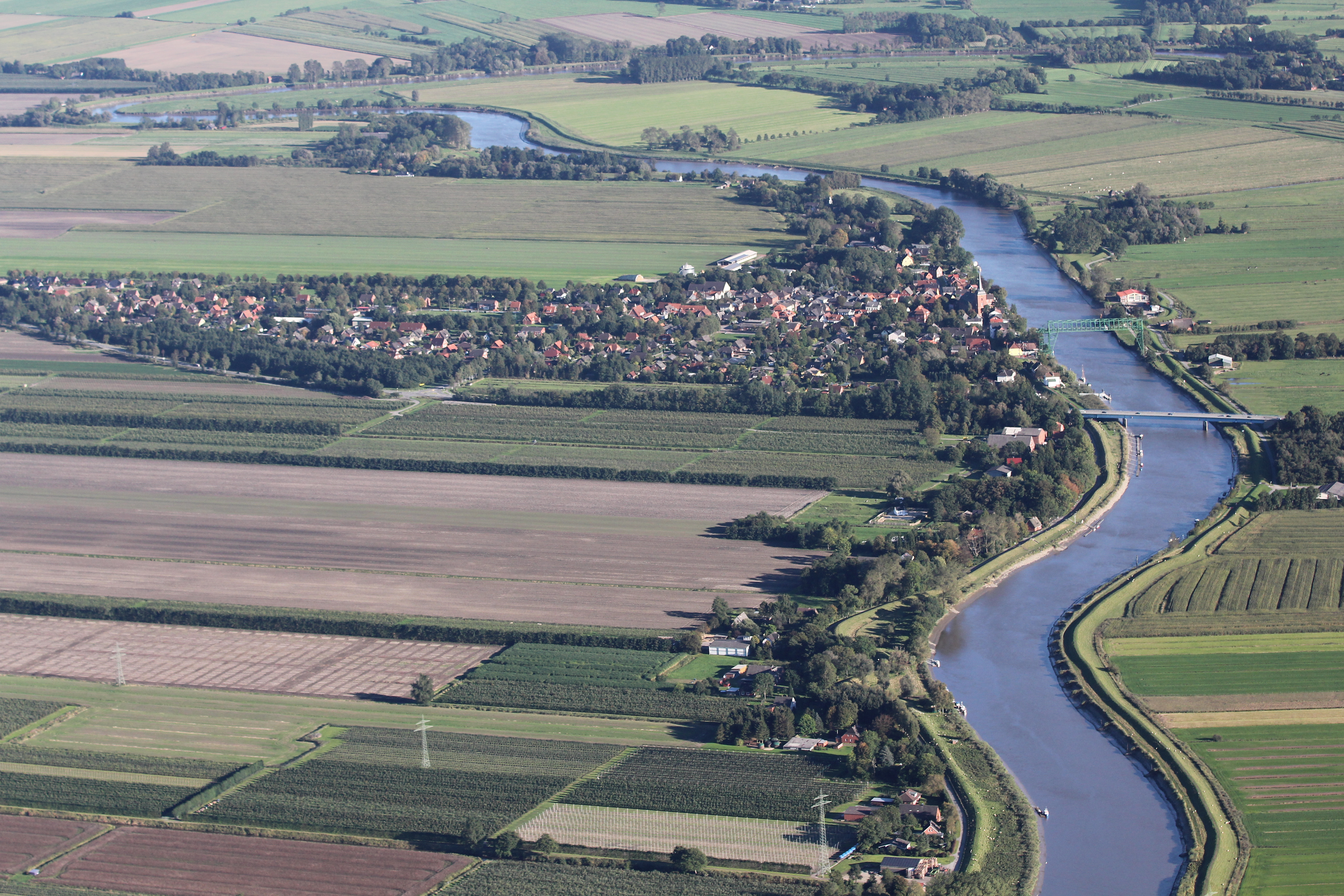
Luftbild (September 2013)
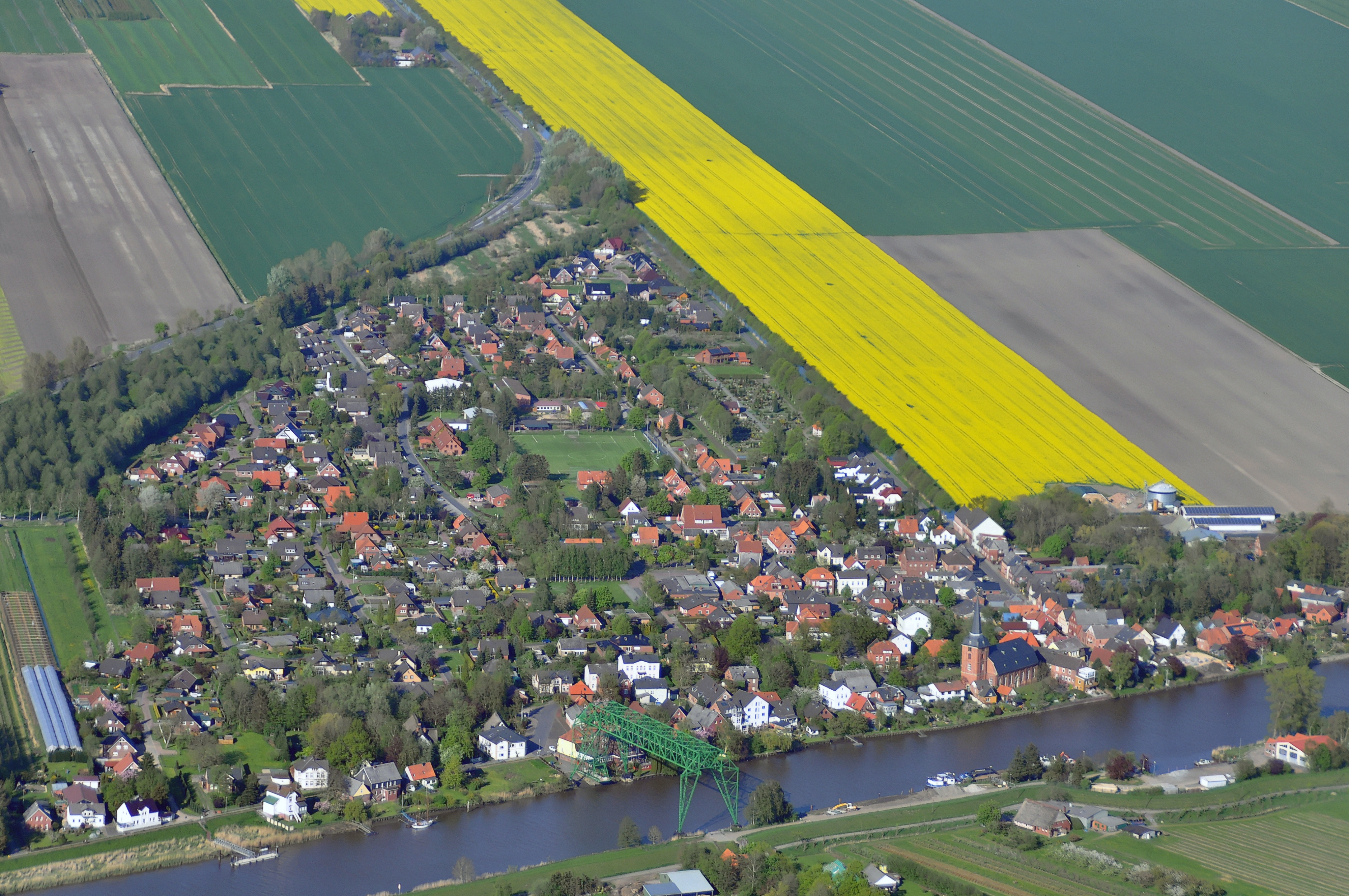
Luftbild (Mai 2012)

## Politik

### Gemeinderat
Der Rat der Gemeinde Osten besteht aus elf Ratsfrauen und Ratsherren. Dies ist die festgelegte Anzahl für die Mitgliedsgemeinde einer Samtgemeinde mit einer Einwohnerzahl zwischen 1.001 und 2.000 Einwohnern. Die Ratsmitglieder werden durch eine Kommunalwahl für jeweils fünf Jahre gewählt. Die aktuelle Amtszeit begann am 1. November 2021 und endet am 31. Oktober 2026.
Die letzte Kommunalwahl am 12. September 2021 ergab das folgende Ergebnis:
| Partei           | Anteilige Stimmen | Anzahl Sitze |
| ---------------- | ----------------- | ------------ |
| CDU              | 65,19 %           | 7            |
| SPD              | 26,86 %           | 3            |
| Die Linke        | 4,17 %            | 1            |
| Bürgerforum (BF) | 3,77 %            | 0            |

Die Wahlbeteiligung bei der Kommunalwahl 2021 lag mit 62,29 % über dem niedersächsischen Durchschnitt von 57,1 %.

### Bürgermeister
Der Gemeinderat wählte das Gemeinderatsmitglied Carsten Hubert (CDU) zum ehrenamtlichen Bürgermeister und Gemeindedirektor. Seine Stellvertreter sind Uwe Hagedorn (CDU) und Lothar Klüser (SPD).

### Wappen

#### Gemeindewappen
Der Entwurf des Kommunalwappens von Osten stammt von dem Heraldiker und Wappenmaler Albert de Badrihaye, der zahlreiche Wappen im Landkreis Cuxhaven erschaffen hat.
| Wappen von Osten | Blasonierung: „Gespalten; vorn: in Blau vier silberne Wellenbalken; hinten: in silber ein halber roter gold-bewehrter Adler am Spalt.“ |
| Wappen von Osten | Wappenbegründung: Das Wappen ist dem Siegel des Kirchspiels Osten von 1633 nachgebildet. Die Wellenbalken weisen auf die Oste und andere Wasserläufe in der Gemarkung hin. Die Wellenbalken sind dem Wappen des Adelsgeschlechts von der Osten entlehnt, das urkundlich erstmals im Jahre 1219 erwähnt wurde. |

#### Wappen der Ortsteile

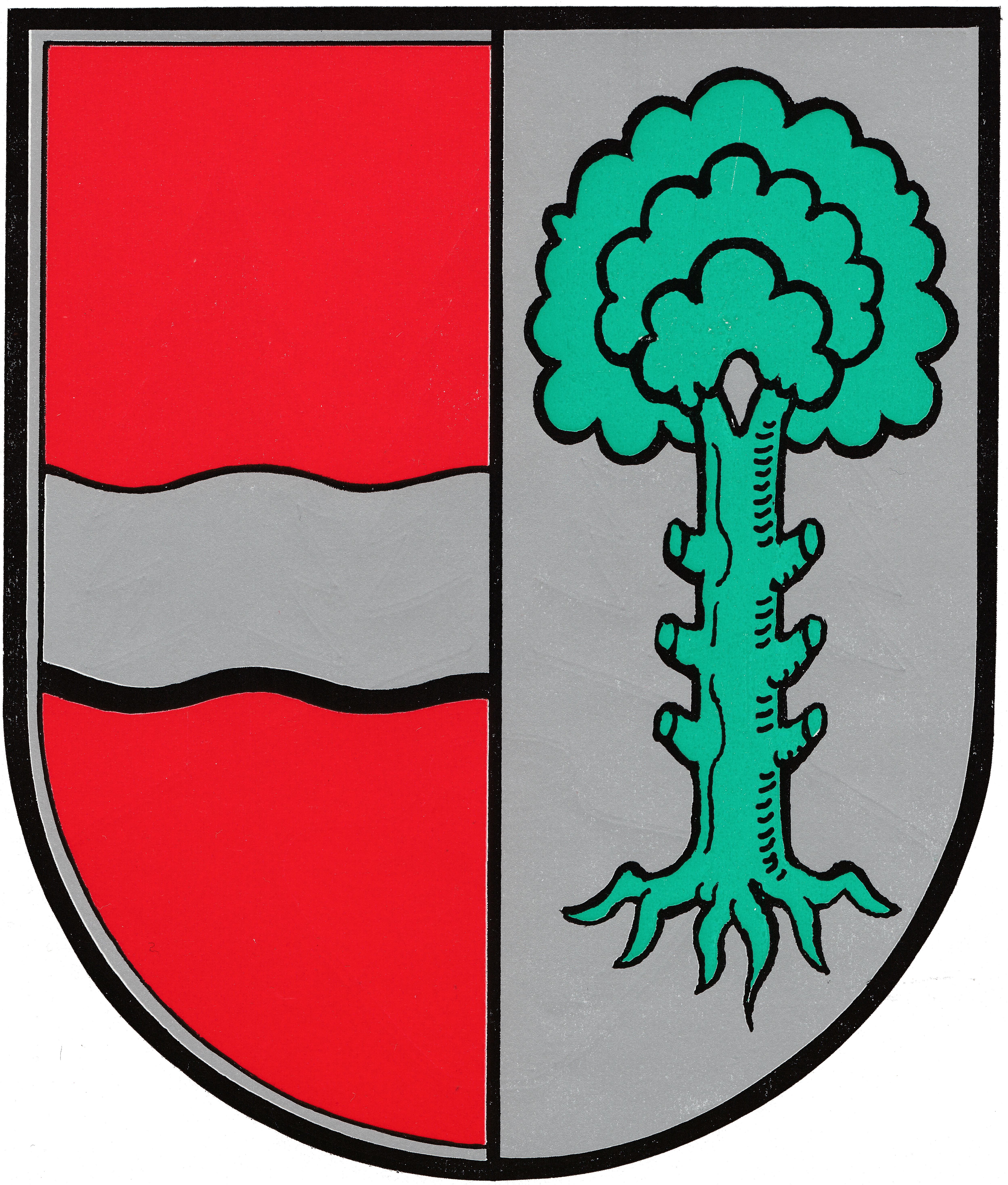
Altendorf (Details)
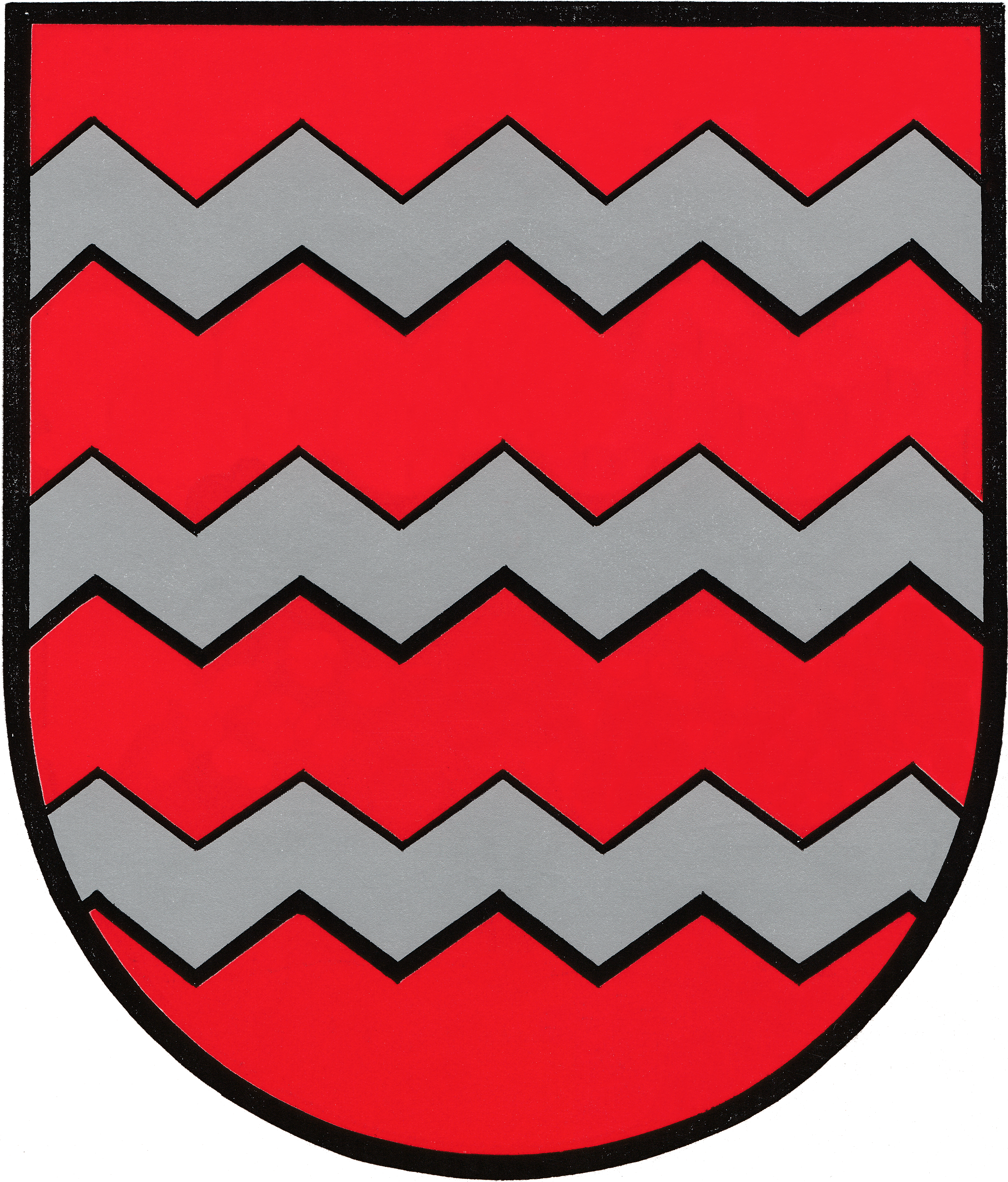
Isensee (Details)

### Flagge
|  | 00Hissflagge: „Die Flagge ist grün-weiß geteilt mit dem aufgelegten Wappen in der Mitte.“ |

## Kultur und Sehenswürdigkeiten

### Bauwerke

#### St.-Petri-Kirche
Die stilreine Barockkirche St. Petri wurde 1746/1747 vom Hamburger Baumeister Johann Leonhard Prey aus Backsteinen neu erbaut. Prey war der Mitbauer der Hamburger Hauptkirche St. Michaelis, dem Hamburger Michel. An den Ausmaßen der Kirche kann man noch heute den Wohlstand der Ostener in dieser Zeit sehen. Die Inneneinrichtung aus der Erbauungszeit ist unverändert erhalten; sie ähnelt unverkennbar der des Hamburger Michels. Der barocke Kanzelaltar mit seiner über 10 m hohen Rückwand, die zweigeschossige Westempore, die lange Reihe der Gutspriechen, das flache Holztonnengewölbe mit dem üppigen ornamentalen Schmuck über dem großen Kirchenschiff können durch die Einheitlichkeit des spätbarocken Stils beeindrucken. Die Orgel wurde von Jakob Albrecht 1751 geschaffen. Von den Gebrüdern Peternell wurde 1890 eine neue Orgel in den alten Prospekt eingebaut. Die Orgel wurde 1992 restauriert.

#### Schwebefähre

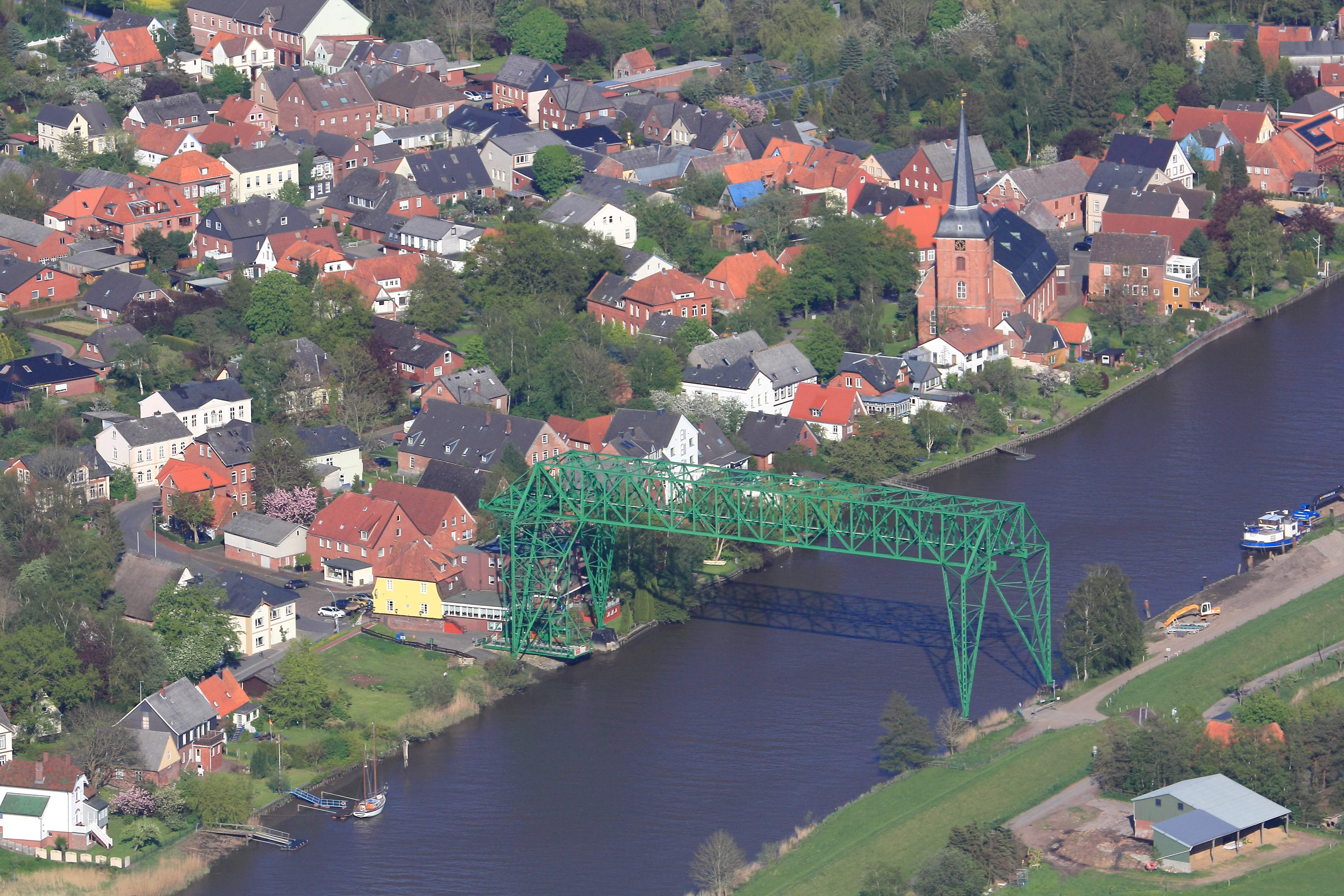
Ostens alter Ortskern mit Schwebefähre

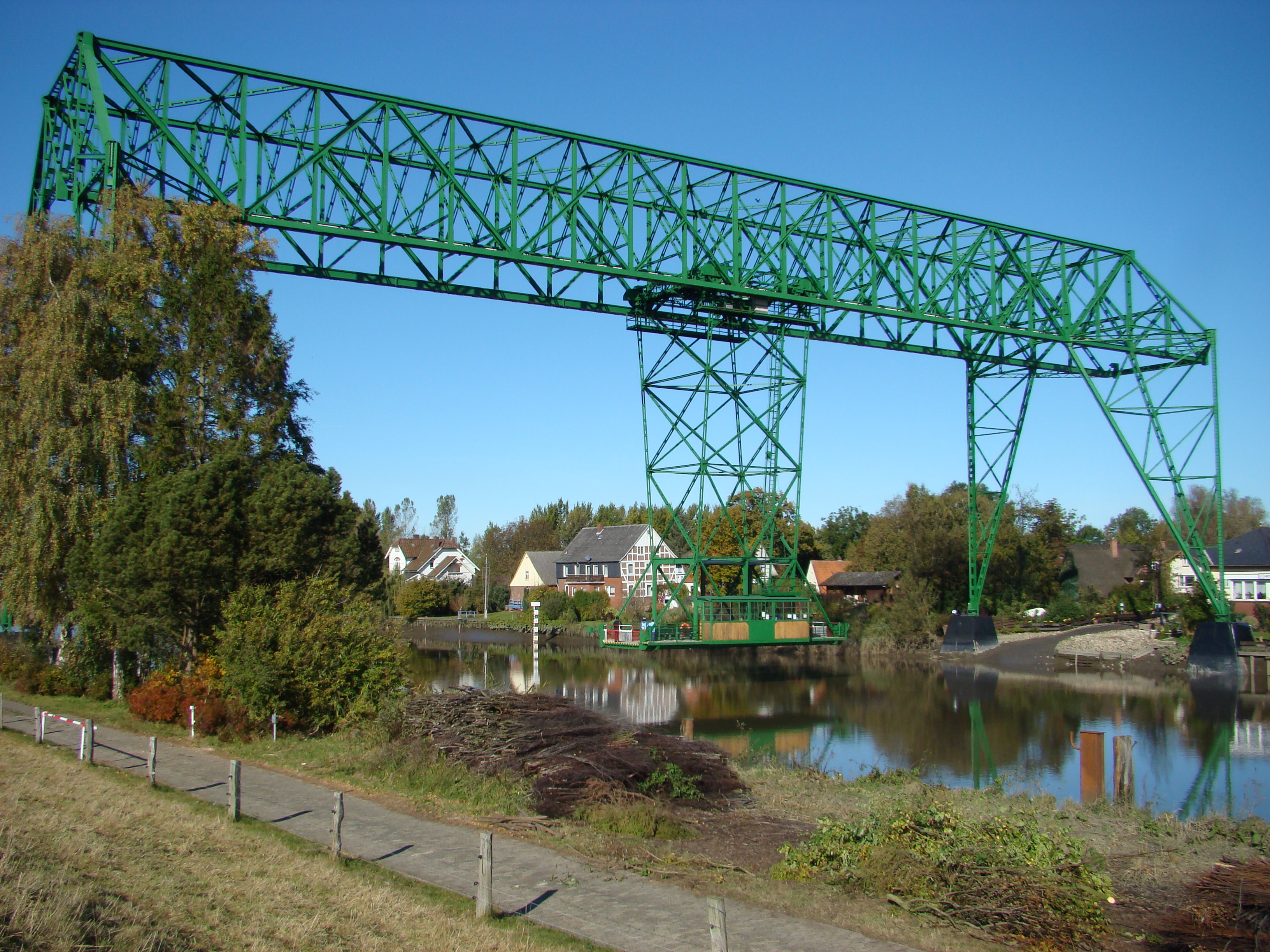
Schwebefähre in Betrieb

Osten besitzt die älteste Schwebefähre Deutschlands, die seit 1909 eine Verbindung über den Fluss Oste darstellt. Ihre Konstruktionsweise ermöglicht mit einer Durchfahrtshöhe von 30 m über NN selbst größeren Segelschiffen die Durchfahrt. Zur Zeit der Errichtung war die Oste noch ein wichtiger Handelsweg mit regem Schiffsverkehr, wohingegen heute die touristische Nutzung des Flusses stark überwiegt.
Die Fähre hatte eine Tragfähigkeit von 18 Tonnen und konnte bis zu acht Personenkraftwagen oder 100 Personen gleichzeitig innerhalb von etwa drei Minuten auf die andere Seite des Flusses übersetzen.
Die Schwebefähre gilt heute als technisches Baudenkmal. Sie ist allerdings nur noch für touristische Zwecke in Betrieb, da seit 1974 die Bundesstraße 495 eine bequemere Querung der Oste ermöglicht. Da nur acht Fähren dieser Art weltweit bekannt sind, eine davon in Rendsburg, weitere in Spanien und anderen Ländern, wurde die Bedeutung der Ostener Fähre als Kulturdenkmal anerkannt, und der spanische König Juan Carlos I. übernahm 2003 die Schirmherrschaft über den neu gegründeten Weltverband der Schwebefähren.
Die Deutsche Fährstraße, eine im Sommer 2004 eröffnete touristische Ferienstraße, die von Bremervörde nach Kiel führt, verbindet das Ostener Baudenkmal mit der zweiten deutschen Schwebefähre über dem Nord-Ostsee-Kanal zwischen Rendsburg und der Gemeinde Osterrönfeld, mit der Osten seit 2005 eine kommunale „Partnerschaft im Zeichen der Schwebefähre“ unterhält. Seit 2006 ist die Schwebefähre komplett restauriert und transportiert auch wieder interessierte Menschen.

#### Baudenkmale
- Wohnhaus Deichstraße 23 aus der ersten Hälfte des 17. Jh.; das älteste Haus von Osten
- Wohn- und Wirtschaftsgebäude Deichreihe 1 von 1644, teils in Fachwerk
- Pfarrhaus Deichstraße 7 von 1728
- Fährhaus Deichstraße 1 von 1764 an der Schwebefähre
- Wohnhaus Deichstraße 30 von 1774
- Wohnhaus Am Markt 2 von um 1800, früher auch Café, dann Uhrmacher Oellrich, heute wieder Café
- Wohnhaus Deichstraße 16 von um 1800 mit Mansarddach
- Ehemaliges Gasthaus Am Markt 1 von um 1820
- Ehemalige Scheune Fährstraße 1 aus der ersten Hälfte des 19. Jh.
- Torhaus Lange Straße 37 von 1830, in Fachwerk
- Ehemaliger Speicher Deichstraße 10 von um 1860
- Ehemaliges Hotel Fährstraße 5 von 1873
- Ehemaliges Gefängnisgebäude Lange Straße 20a aus den 1870er Jahren
- Wohnhaus Fährstraße 7 von um 1880
- Ehemals Deckers Gasthof von 1890 in Isensee
- Wohnhaus Deichstraße 14 von 1893
- Wohnhaus Fährstraße 18 von um 1900
- Ehemaliges Speichergebäude Fährstraße 8b von 1905, heute Kulturmühle Osten
- Wohn- und Geschäftshaus Am Markt 3 von 1908
- Altendorf:
  - Scheune Altendorf 3 von 1663
  - Hofanlage Schüttdamm 36 aus dem 18. und 19. Jh.
  - Gutshofanlage Altendorf 7 von 1840 der Familie Graf von der Schulenburg
  - Hofanlage Altendorf 21 von 1830
  - Ehemalige Schule Obenaltendorf 16 von 1899, heute Wohnhaus

### Museen
Das Museum Alte Rektoratsschule mit Heimatstube, Trauzimmer, alte Schmiede und Exponaten sowie im gleichen Haus das Buddelmuseum Osten mit einer Sammlung von rund 4500 Behältnissen alkoholischer Getränke, die der Spirituosenhersteller Jan ten Doornkaat in 35 Jahren zusammengetragen hat.

## Infrastruktur

### Bildung
- Grundschule Osten, Jahnstraße 14

### Vereine
Dorfgemeinschaft mit zahlreichen Vereinen (Auswahl):
- Heimatverein An Moor und Diek
- Kulturmühle Osten
- Schützenverein Schüttdamm-Isensee von 1901  mit ca. 770 Mitgliedern
- Turn- und Sportverein Osten von 1893
- Landfrauenverein An der Oste
- Landjugend Isensee von 2005
- Spielmannszug Schüttdamm-Isensee

## Persönlichkeiten
Söhne und Töchter der Gemeinde
- Claus Kröncke (1771–1843), Wasserbauingenieur, bekannt durch den von ihm geplanten Rheindurchstich im Hessischen Ried
- Paul Johann Thimann, später Tiedemann (1782–1837), Landwirt, Müller in Osten[6]
- Justus Ruperti (1833–1899), lutherischer Geistlicher, zuletzt Generalsuperintendent in Holstein
- Diederich Hahn (1859–1918), Abgeordneter des Deutschen Reichstags (1893–1903 und 1907–1912) und des Preußischen Hauses der Abgeordneten (1893–1918)
- Thomas Lucker (geboren 1959 in Osten), Steinbildhauer[7]

## Sagen und Legenden
- Der Galgen an der Sietwende
- Der Taternblock in Isensee
- Der Müller von Altendorf
- Der Teufel und der Kartenspieler

(Quelle:)